# Cascanueces
Para el ballet de Chaikovski véase El cascanueces.
Para el ave véase Nucifraga.

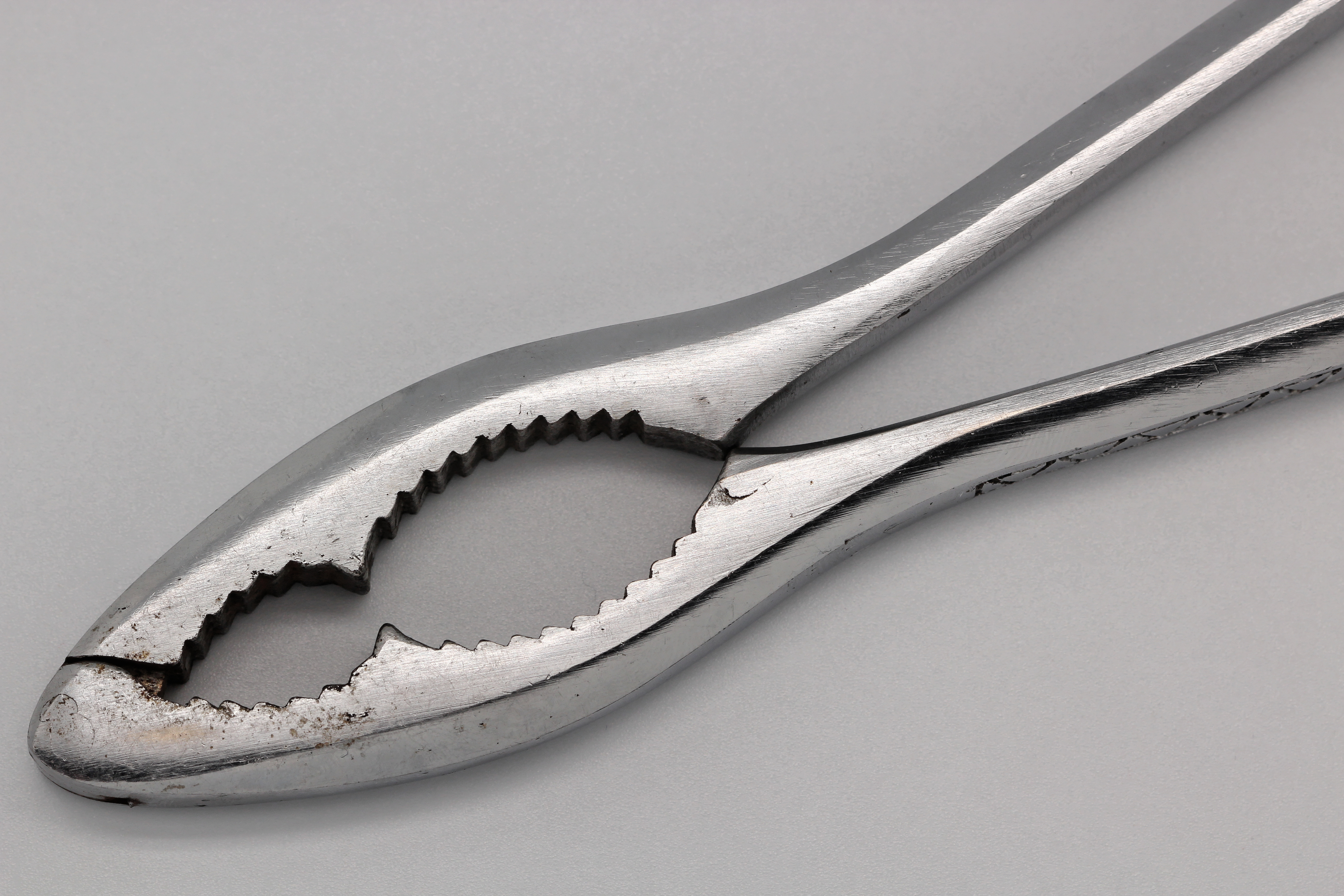
Cascanueces.

Un cascanueces es un utensilio que fue inventado y diseñado para poder partir nueces. Es una máquina simple, concretamente una palanca de segundo género.

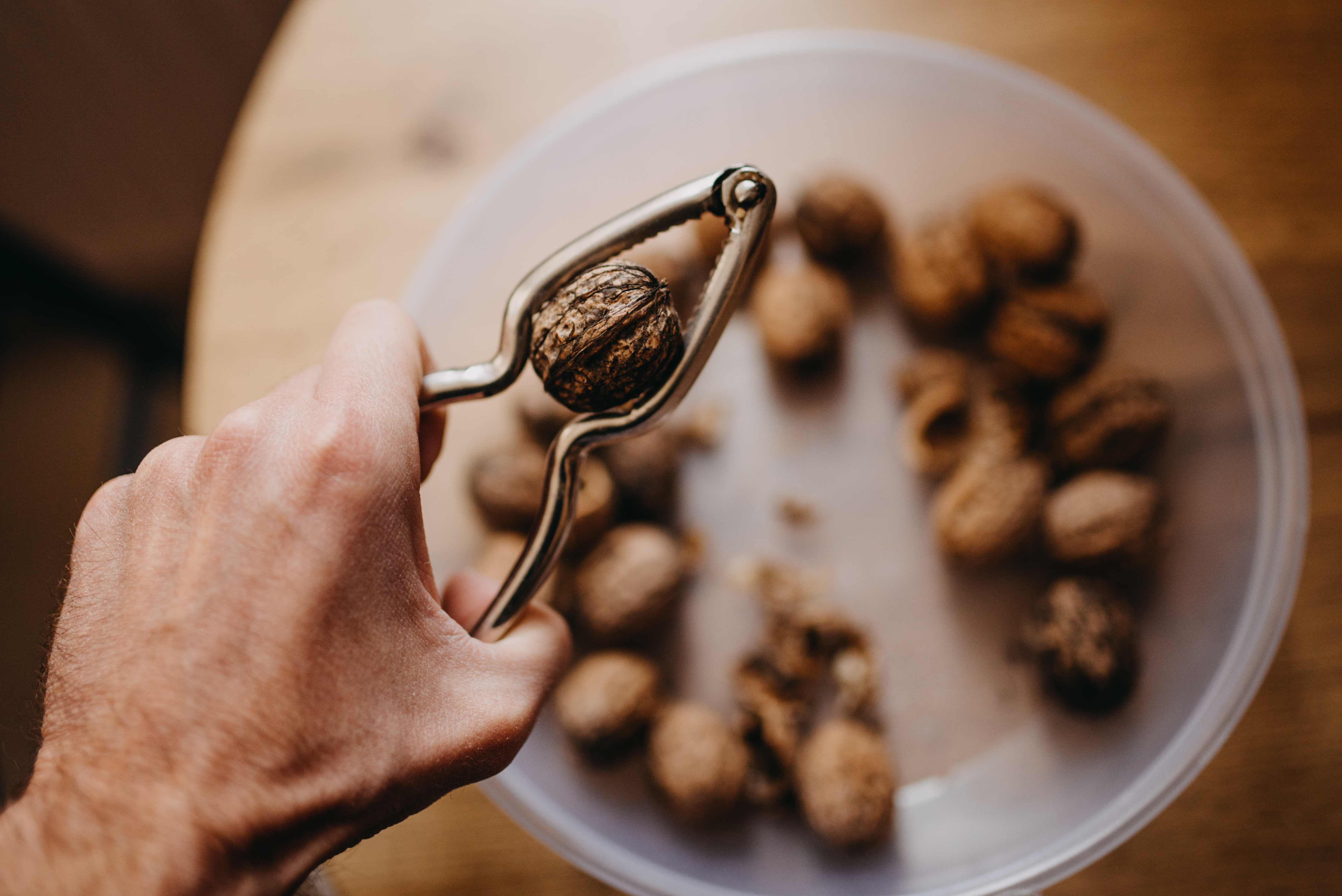
Cascanueces en acción

Cuando se trata de una palanca de tercer género, consta de dos brazos unidos por uno de sus extremos en una articulación cilíndrica. Tiene un alojamiento estriado donde se coloca la nuez o fruto seco similar para que, haciendo fuerza en el otro extremo, se rompa la cáscara dura y así extraer el fruto carnoso. 
Cuando se trata de una palanca de primer género, funciona de manera similar a unas tenazas o unas pinzas.
Hay otra versión de cascanueces de madera que actúa por la presión que se da a la nuez alojada en un hueco mediante un tornillo de madera.

## Versión Moderna
Friedrich Wilhelm Füchtner (23 de agosto de 1844 en Seiffen, Alemania - † 1923, Alemania) fue un artesano alemán de los Montes Metálicos. Se le considera el inventor de la forma moderna del cascanueces. Füchtner aprendió el oficio de carpintero. Alrededor de 1870 se convirtió en el "rey de los cascanueces" al crear el primer cascanueces que ahora se conoce. Hoy en día, su negocio de artesanía está dirigido por su sexta generación por Werner Füchtner y sus hijos Volker Füchtner y Gunter Füchtner.

## Versión Navideña

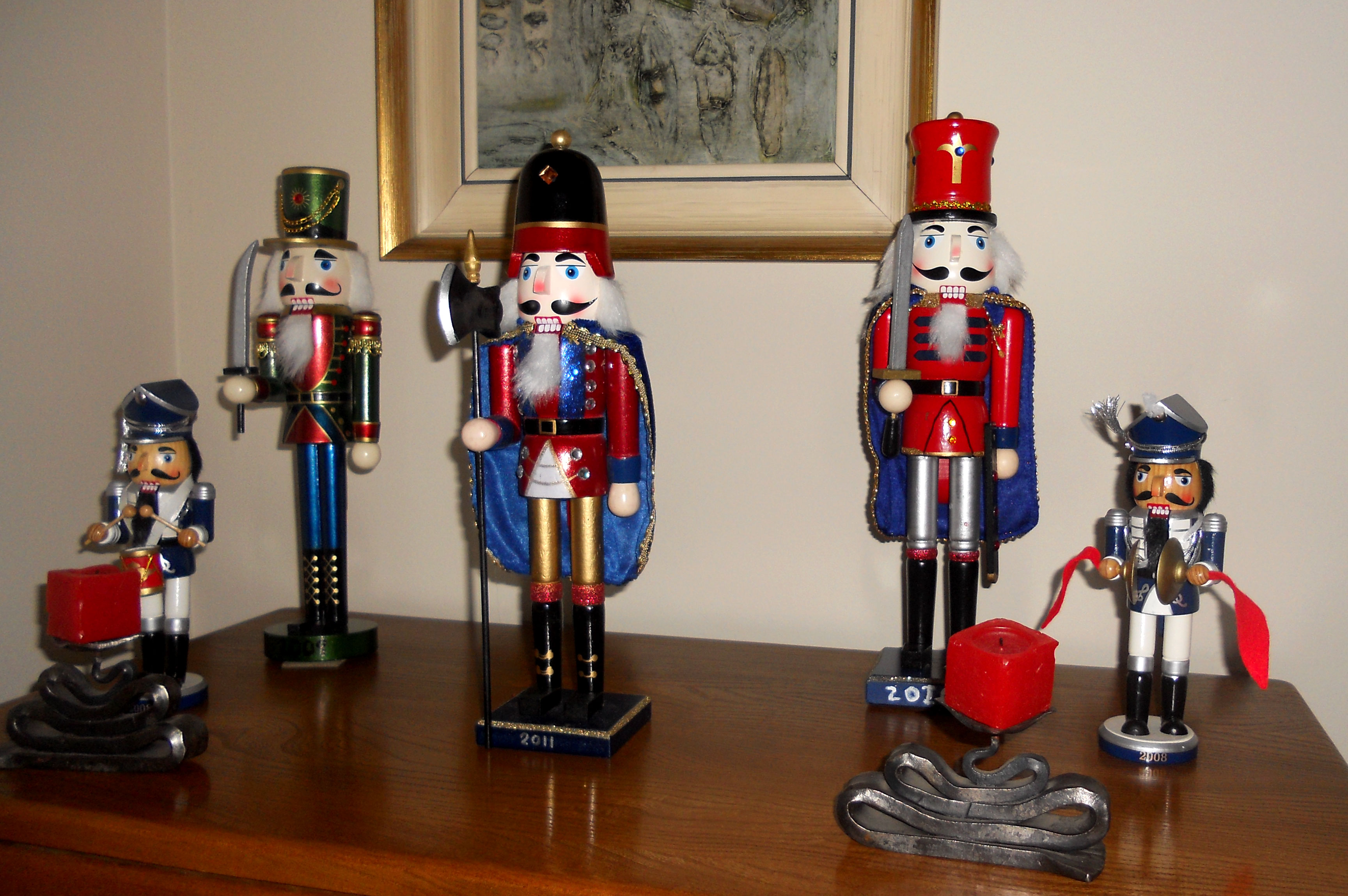
Cascanueces navideños.

Originarios de Alemania en el siglo XV, estas figuras se consideraban amuletos, aunque después se asociaron a la Navidad gracias a la literatura, diversos cuentos infantiles y la tradición de artesanos alemanes, los cuales tallaban cascanueces en madera alrededor del año 1700. Hoy en día es posible encontrar estas figuras hechas de diferentes materiales, tamaños y colores. No todos cumplen la función de romper nueces, pero son uno de los símbolos más representativos de la Navidad.